# Julius Hoffman
Julius Hoffman (1838 - 1907). Nació en Silesia, región de Europa central que actualmente pertenece en su mayor parte a Polonia. Se interesó en apicultura a temprana edad, estudió con Jan Dzierzon, quien ejerció una profunda influencia sobre él.
Emigró a los Estados Unidos en 1866 y se dedicó a la apicultura como tarea principal. Llegó a tener 800 colmenas, en la vecindad de Canajoharie, en el estado de Nueva York, donde los tambos (granjas lecheras) tenían buenos tréboles, y alfalfas.
Hoffman desarrolló el cuadro móvil espaciado, en virtud que los cuadros colgantes de Langstroth colgaban libremente, oscilando y mataban abejas al mover las colmenas, por lo cual recibieron el mote de pisoteadores de abejas. Hoffman modificó los dos laterales del cuadro, haciéndolos anchos en el tercio superior de los laterales, a los fines que se autoespaciaran al colocarlos en el alza, dejando los dos tercios inferiores del lateral más finos para permitir el paso de las abejas. Por ello Hoffman es conocido como el padre del cuadro autoespaciado. Su invento es utilizado hasta la actualidad en todo el mundo.